# Melody Hill
Melody Hill est une census-designated place située dans le comté de Vanderburgh, dans l’État de l'Indiana, aux États-Unis. Lors du recensement de 2020, elle compte 3 689 habitants.